# Carex longpanlaensis
Carex longpanlaensis là một loài thực vật có hoa trong họ Cói. Loài này được S.Yun Liang mô tả khoa học đầu tiên năm 1999.